# Стрельцово (Калінінградська область)
Стрельцово (рос. Стрельцово) — селище Гур'євського міського округу, Калінінградської області Росії. Входить до складу Низовського сільського поселення.
Населення —  15 осіб (2015 рік). 

## Населення
| 2002 | 2010 |
| ---- | ---- |
| 19   | ↘15  |